# آداب سلوك المريد
آداب سلوك المريد  هو كتاب في علم التصوف ألفه الحبيب عبد الله بن علوي الحداد الحضرمي الشافعي، من أهم الكتب التي تتكلم في علم التصوف التي تبدأ بسير المريد في طريق التصوف والتزاماته وآدابه. يركز الكتاب على مجموعة من الموضوعات التي تساعد المريد على تطوير نفسه والارتقاء بأخلاقه وسلوكه.

## نبذة عن الكتاب
يبدأ المؤلف الكتاب بالكلام عن أساس التصوف والتزامات المريد في هذا الطريق، مثل التوحيد والإخلاص والإنابة إلى الله. كما يشرح أنَّ سلوك المريد يجب أن يكون مستمدًا من السنة النبوية، وأن يكون متَّبِعًا لأخلاق الأولياء. ثم يتحدث عن آداب المجالس والزيارات، شرح كيفية التعامل مع الآخرين والتعامل مع الضيوف والأصدقاء. وعن آداب الطعام والشراب وكيفية تناولها بأسلوبٍ صحيحٍ ومناسب. ويتضمَّن آداب الصلاة والذكر، فيشرح كيفية أداء الصلاة بشكلٍ صحيحٍ وآداب الذكر والاستغفار. كما يتحدث عن آداب التوبة والاستغفار، وكيفية التعامل مع الذنوب.

## مواضيع الكتاب
1. ترجمة المؤلف
2. مقدمة
3. فصل في أنّ أول طريق باعث قوي إلهي وأنه يجب تقويته وحفظه وإجابته.
4. فصل في التوبة وشروطها والاحتراز من الذنوب كلّها.
5. فصل في حفظ القلب من الوساوسوالآفات والخواطر السيّئة.
6. فصل في كف الجوارح عن المعاصي وفتنة الدنيا.
7. فصل في المداومة على الطهارة وإيثار الجوع على الشبع.
8. فصل في الإقبال على الله والتفرّغ لعبادته.
9. فصل في وجوب إقامة الصلاة وأن روح العبادات الحضور فيها مع الله.
10. فصل في التحذير من ترك الجمعة والجماعات والحث على أداء الرواتب المشروعلت
11. فصل في الحث على مداومة الذكر والتفكر.
12. فصل فيما فيه زجر النفس عن التكاسل عن الطاعات وعن الميل إلى المخالفات.
13. فصل في أحوال النفس، ولزوم الصبر.
14. فصل في الاعتبار بالصابرين، وأن الرزق مقسوم.
15. فصل في الصبر على أذى الناس والحذر من فتنتهم.
16. فصل في اطراح مراقبة الخلق.
17. فصل في الزجر عن طلب المكاشفات والكرامات.
18. فصل في طلب الرزق والسعي إليه.
19. فصل في صحبة الأخيار وأدب المريد مع شيخه وأوصاف الشيخ الكامل.
20. تتمة: لآداب المريد مع شيخه.
21. خاتمة: في أوصاف المريد الصادق وما يجب أن يكون عليه.